# Emanuel Raul
Emanuel Raul ur. jako Emanuel Friedmann (ur. 13 maja 1843 w Boskovicach koło Brna, zm. 19 kwietnia 1916 w Katowicach) – austriacki aktor, reżyser i dyrektor teatrów.
Był synem kupca. Od 1854 roku uczęszczał do gimnazjum w Brnie i przez rok studiował na tamtejszym Uniwersytecie Technicznym. Następnie powrócił do sklepu ojca, ale w 1862 r. wyjechał i rozpoczął karierę teatralną w Pradze, Czeskich Budziejowicach i Linzu, w 1863 r. pracował w Klagenfurcie, w 1865 r. w wiedeńskim Theater in der Josefstadt, w 1868 r. w Karlowych Warach pod dyrekcją C. Haaga, a następnie w Odessie, Bukareszcie i Lublanie.
Od sezonu 1874/75 śpiewał partie kochanków w repertuarze operetkowym Theater an der Wien w Wiedniu. W 1877 r. założył własny zespół teatralny, ale nic nie wiadomo o jego początkach jako reżysera w Ödenburg (Sopron), a następnie w Pressburgu (Bratysława). Z reguły wynajmował dwa teatry, jeden całoroczny, drugi czynny w okresie letnim.
Od 30 kwietnia 1880 przez jedenaście lat podstawą jego działalności stał się Teatr Miejski w Karlowych Warach; który przejął po samobójstwie dyrektora E. Bachmanna. W latach 1880–1883 był dyrektorem Teatru Miejskiego w Ołomuńcu, a w latach 1883-1886 wynajmował Teatr Miejski w Libercu. W 1888 roku próbował przejąć Teatr Lobe’a we Wrocławiu, ale wkrótce został on zlikwidowany.
Po zakończeniu pracy na pierwszej karlowarskiej scenie w 1891 roku przeniósł się do Pressburga i w latach 1890/91 sześciokrotnie wynajmował miejscowy teatr miejski na okres zimowy w latach 1890/99. Odbył też tournée po Timisoarze i Trenczańskich Teplicach z kilkoma operami. W 1895 roku udało mu się przedłużyć kontrakt w Karlowych Warach, który stopniowo przedłużał do 1905 roku. Od jesieni 1899 r. do maja 1902 r., po wygaśnięciu zatrudnienia w Pressburgu, organizował również sezon zimowy w Teplicach w Czechach Zachodnich. Od przełomu wieków rada miejska Karlowych Warów rozważała całoroczną działalność teatru, ale Raul w wymaganej formie nie był w stanie tego zapewnić. 
W swoim głównym miejscu pracy, Karlowych Warach, przedkładał teatr rozrywkowy nad wymagający repertuar i wystawiał niemal wyłącznie operetki. Teatr zdrojowy, który grał od kwietnia do końca września, musiał dostosować się do codziennego rytmu życia kuracjuszy, plenerowych koncertów orkiestry i wielu sezonowych atrakcji (akrobaci, muzyka cygańska, muzyka wojskowa, muzycy przy źródłach itp.). Początkowo rada miejska nie była w pełni zadowolona i przedłużona w 1883 r. umowa zobowiązywała dyrektora do poszerzenia repertuaru o dramaty i sztuki ze śpiewem, uzupełnienia zapasów dekoracji i kostiumów oraz wykluczenia aktorów amatorów z zespołu. Na dłuższą metę koncepcja rozrywkowego teatru zdrojowego była jednak zgodna z intencją miasta.
W latach 1906–1913 Raul był pierwszym dyrektorem niemieckiego teatru w Katowicach, W październiku 1907 premierą Wilhelma Tella Friedricha Schillera uroczyście zainaugurowano działalność teatru, a aktorzy złożyli uroczyste przyrzeczenie, iż ze sceny tej nigdy nie padną polskie słowa.
W Katowicach miał dobre warunki, m.in. zespół taneczny i duży chór, ale opery wystawiał tylko okazjonalnie (1908, d’Albert: Niziny, 1910, Puccini: Madame Butterfly). 31 marca 1913 obchodził 50-lecie działalności teatralnej i 40-lecie pracy reżyserskiej. Po jubileuszu zakończył pracę.
Jego żoną była operetkowa aktorka Johanna Henrietta Katarina, z którą ożenił się w 1888 roku w Wiedniu. Adoptował jej nieślubną córkę Jacquelinę, która później również została aktorką.
Był jednym z najdłużej pracujących reżyserów teatralnych w Europie Środkowej. Skala i jakość jego działalności zmieniała się w zależności od lokalnych warunków i wymagań. Nie miał ambicji prezentowania nowego repertuaru, jego domeną była operetka i rzadko miał zespół zdolny do wykonywania bardziej wymagających utworów. Jego atutem była solidność biznesowa i finansowa, która gwarantowała miastu jako właścicielowi teatru spokojny przebieg dzierżawy. Przez jego zespół przewinęło się sporo późniejszych wybitnych artystów.
Za swoją dzielność był odznaczany, otrzymał między innymi bułgarski Order Świętego Aleksandra czy włoski Order Świętych Maurycego i Łazarza. Jest pochowany na Cmentarzu Żydowskim w Katowicach.